# Drassyllus insularis
Drassyllus insularis är en spindelart som först beskrevs av Banks 1900.  Drassyllus insularis ingår i släktet Drassyllus och familjen plattbuksspindlar. Inga underarter finns listade i Catalogue of Life.